# Sainte-Céronne-lès-Mortagne
Sainte-Céronne-lès-Mortagne est une commune française, située dans le département de l'Orne en région Normandie, peuplée de 249 habitants. Elle est l'une des 126 communes du parc naturel régional du Perche.

## Géographie
La commune est au nord-ouest du Perche. Son bourg est à 6 km à l'est de Bazoches-sur-Hoëne, à 6 km au nord de Mortagne-au-Perche, à 12 km à l'ouest de Tourouvre et à 12 km au sud de Moulins-la-Marche.
Le territoire communal orienté vers le sud-ouest est modelé par le passage de cours d’eau. Le bassin versant est celui de l’Hoëne, rivière qui borde la commune par le sud. Elle a deux affluents d’importance, le ruisseau de Bois Guillaume en bordure ouest, lui-même alimenté par le ruisseau de Saint-Mard et le ruisseau de Romigny sur le côté est.
Le bourg est situé de part et d’autre de la vallée de l’Hoëne, à environ 190 m d'altitude. La vallée est étroite et les pentes sont de forte intensité. Le point culminant est en limite nord-est avec 297 m près du Petit Buat. La moitié sud correspond sensiblement à une butte dont le point culminant est près du Plessis Poix. Le point le plus bas (168 m) correspond à la sortie du ruisseau de Saint-Mard du territoire, au sud-ouest.
Outre un bois d'importance au centre de la commune, le territoire s'organise autour d'une mosaïque de labours, prairies et bosquets, sans organisation évidente. Près de la moitié de la surface agricole utile est constituée de prairies permanentes. Des vergers, généralement anciens, sont associés au bâti. Les habitats aquatiques sont représentés par les cours d'eau précédemment cités ainsi que par quelques rares petits points d'eau.
| Saint-Ouen-de-Sécherouvre | Soligny-la-Trappe           | Soligny-la-Trappe, Tourouvre au Perche (comm. dél. de Prépotin et Lignerolles) |
| Saint-Ouen-de-Sécherouvre | Sainte-Céronne-lès-Mortagne | Tourouvre au Perche (comm. dél. de Champs)                                     |
| Bazoches-sur-Hoëne        | Saint-Hilaire-le-Châtel     | Saint-Hilaire-le-Châtel                                                        |

### Hydrographie
La commune est traversée par la ligne de partage des eaux entre les bassins hydrographiques Seine-Normandie et Loire-Bretagne. Elle est drainée par l'Hoëne, le ruisseau de Saint-mard et le ruisseau du Bois guillaume,.
L'Hoëne, d'une longueur de 13 km, prend sa source dans la commune  et se jette  dans la Sarthe à La Mesnière, après avoir traversé cinq communes. 

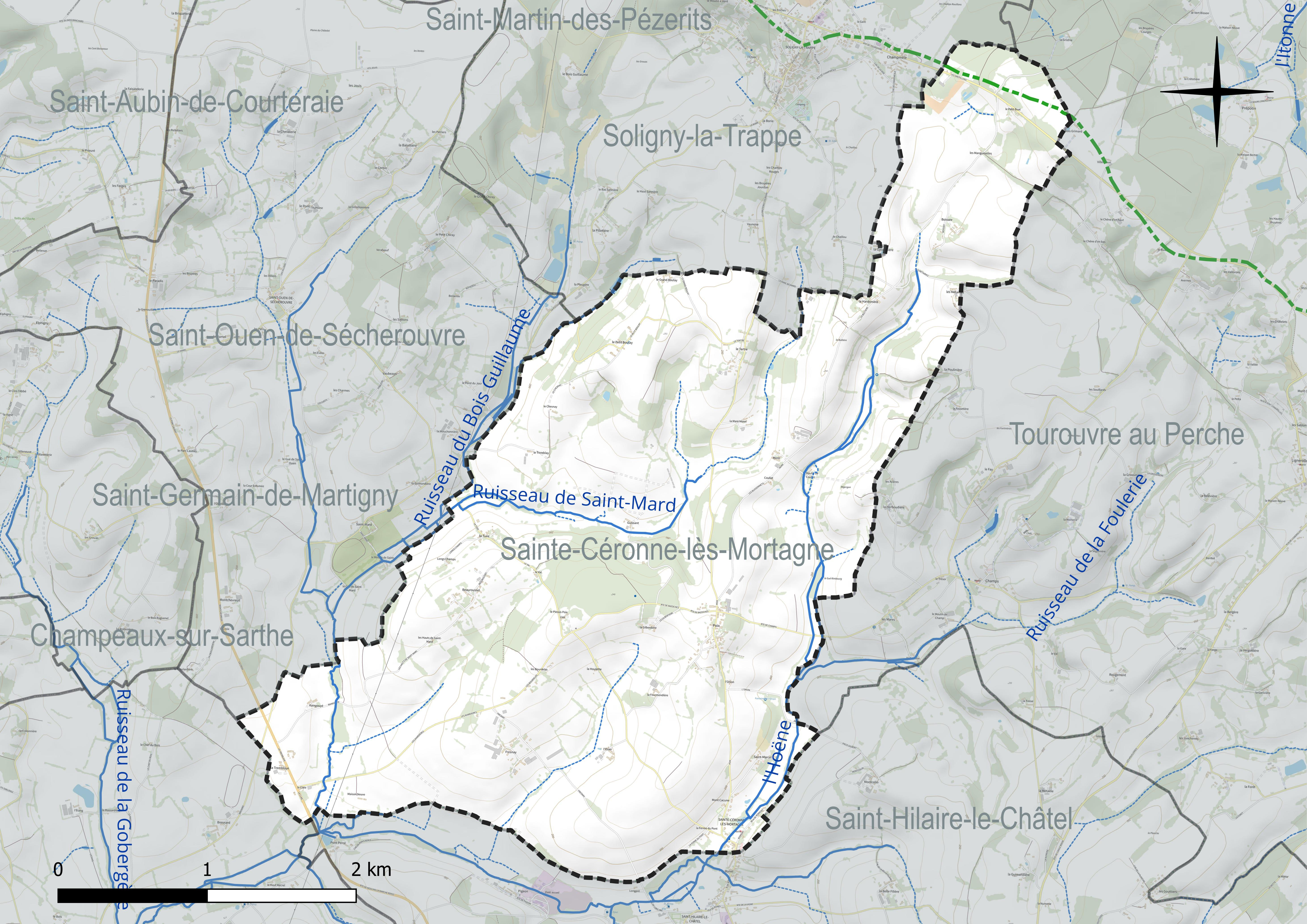
Réseau hydrographique de Sainte-Céronne-lès-Mortagne.

### Climat
Pour des articles plus généraux, voir Climat de la Normandie et Climat de l'Orne.
En 2010, le climat de la commune est de type climat océanique dégradé des plaines du Centre et du Nord, selon une étude du CNRS s'appuyant sur une série de données couvrant la période 1971-2000. En 2020, Météo-France publie une typologie des climats de la France métropolitaine dans laquelle la commune est exposée à un climat océanique altéré et est dans la région climatique Normandie (Cotentin, Orne), caractérisée par une pluviométrie relativement élevée (850 mm/a) et un été frais (15,5 °C) et venté. Parallèlement le GIEC normand, un groupe régional d’experts sur le climat, différencie quant à lui, dans une étude de 2020, trois grands types de climats pour la région Normandie, nuancés à une échelle plus fine par les facteurs géographiques locaux. La commune est, selon ce zonage, exposée à un « climat contrasté des collines », correspondant au Pays d'Ouche et au Perche et bénéficiant d’un caractère continental affirmé avec des précipitations atténuées et des amplitudes thermiques fortes.
Pour la période 1971-2000, la température annuelle moyenne est de 10,5 °C, avec une amplitude thermique annuelle de 14 °C. Le cumul annuel moyen de précipitations est de 812 mm, avec 13,2 jours de précipitations en janvier et 7,9 jours en juillet. Pour la période 1991-2020, la température moyenne annuelle observée sur la station météorologique la plus proche, située sur la commune de Saint-Hilaire-le-Châtel à 0 km à vol d'oiseau, est de 11,3 °C et le cumul annuel moyen de précipitations est de 732,0 mm,. Pour l'avenir, les paramètres climatiques de la commune estimés pour 2050 selon différents scénarios d’émission de gaz à effet de serre sont consultables sur un site dédié publié par Météo-France en novembre 2022.

## Urbanisme

### Typologie
Au 1er janvier 2024, Sainte-Céronne-lès-Mortagne est catégorisée commune rurale à habitat très dispersé, selon la nouvelle grille communale de densité à sept niveaux définie par l'Insee en 2022.
Elle est située hors unité urbaine. Par ailleurs la commune fait partie de l'aire d'attraction de Mortagne-au-Perche, dont elle est une commune de la couronne,. Cette aire, qui regroupe 25 communes, est catégorisée dans les aires de moins de 50 000 habitants,.

### Occupation des sols
L'occupation des sols de la commune, telle qu'elle ressort de la base de données européenne d’occupation biophysique des sols Corine Land Cover (CLC), est marquée par l'importance des territoires agricoles (95,7 % en 2018), une proportion identique à celle de 1990 (95,7 %). La répartition détaillée en 2018 est la suivante : 
prairies (46,1 %), terres arables (45,3 %), zones agricoles hétérogènes (4,3 %), forêts (3,8 %), zones urbanisées (0,5 %). L'évolution de l’occupation des sols de la commune et de ses infrastructures peut être observée sur les différentes représentations cartographiques du territoire : la carte de Cassini (XVIIIe siècle), la carte d'état-major (1820-1866) et les cartes ou photos aériennes de l'IGN pour la période actuelle (1950 à aujourd'hui).

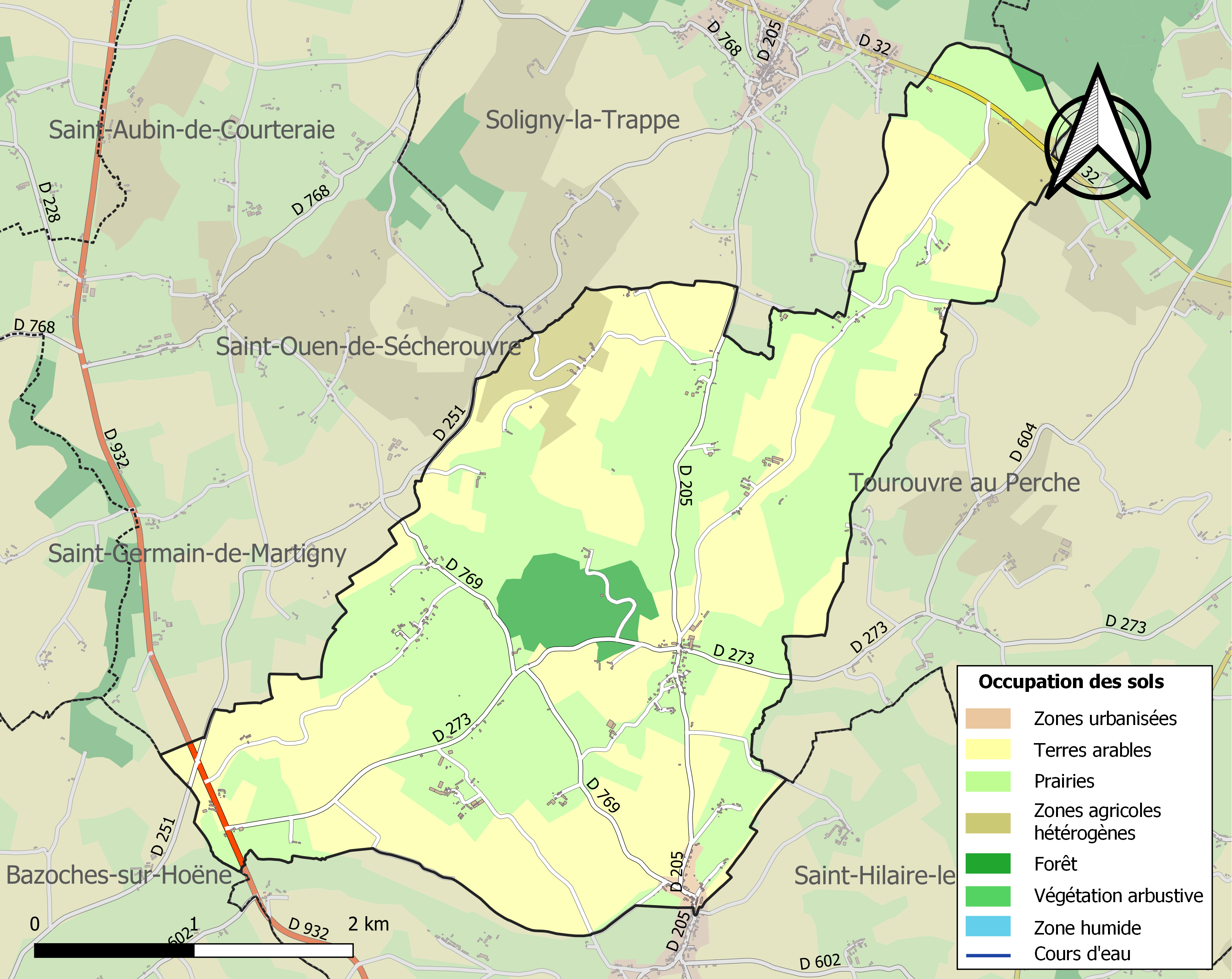
Carte des infrastructures et de l'occupation des sols de la commune en 2018 (CLC).

## Toponymie
Le nom de la localité est attesté sous la forme Saint-Ceronne en 1801.
La paroisse doit son nom à sainte Céronne venue de Corneilhan en Narbonnaise évangéliser le Perche.
 
La préposition lès, « près de », marque la proximité de Mortagne-au-Perche.
Pendant la période révolutionnaire, la commune porte le nom de Montcacune en 1793 (nom antique de la cité gauloise, antérieure à la domination romaine dans le pays).
Le gentilé est Céronnais.

## Histoire
Sainte-Céronne a été créée sur l'ancienne ville romaine de Mont-Cacune (Mons Cacuna) qui selon les auteurs anciens, soit aurait été une ville importante, soit, selon les recherches archéologiques récentes, aurait été une villa gallo-romaine, bordée de plusieurs voies romaines, qui se serait étendue du hameau de Poix, dans la commune de Sainte-Céronne, au bourg de Saint-Hilaire.
La cité de Montcacune aurait été détruite sous le règne de l'empereur Dioclétien, par des pirates saxons.
Vers 450, sainte Céronne  aurait fondé un monastère à l'emplacement de l'ancienne agglomération gallo-romaine et fait construire une chapelle sur le plateau de Romigny, là où s'élève l'église paroissiale. Elle aurait fait édifier non loin un ermitage dont un hameau porte encore le nom, Saint-Marcel. Elle y mourut et sa tombe devint un lieu de pèlerinage. Une église fut construite vers le XIIe siècle.
Aucune source historique ne permet de savoir en quel siècle cette Sainte vécut, ni de connaître aucun détail de sa vie. En effet, les textes hagiographiques consacrés à Céronne n'apportent rien à l'histoire antique locale car ils sont trop proches d'autres modèles hagiographiques régionaux. Les résultats des études archéologiques corroborent l'existence d'un habitat gallo-romain sur le Mont-Cacune.
Les fouilles archéologiques entreprises au mont Romigny depuis la fin des années 1950, là où le sarcophage recelant le corps de la sainte aurait été redécouvert au IXe siècle, ont confirmé que l'endroit recelait une nécropole mérovingienne, dont l'existence était connue localement depuis le Moyen Âge.
En 1424, Jean II, duc d'Alençon et comte du Perche, livra sa première bataille rangée contre les Anglais entre Mortagne et Mamers, les vainquit, poursuivit les fuyards qu'il rattrapa à Sainte-Céronne où il en fit « un grand carnage ».
Selon Louis-Joseph Frêt, curé de Champs, en 1590, des habitants de Bazoches, de Saint-Hilaire et de Sainte-Céronne, fidèles à la foi catholique, s'insurgèrent contre la garnison protestante qui occupait Mortagne. Ils se barricadèrent au hameau de Ronnel, situé entre les deux églises de Saint-Hilaire et de Sainte-Céronne. Les soldats vainqueurs mirent le feu au village, les paysans effrayés s'enfuirent. Deux cents furent tués, blessés grièvement ou fait prisonniers. L'armée protestante pilla les maisons soupçonnées d'avoir soutenu les insurgés. Le village renaît de ses cendres au retour de la paix, après l'intronisation d'Henri IV.

## Héraldique
| Armes de Sainte-Céronne-lès-Mortagne | Les armes de la commune de Sainte-Céronne-lès-Mortagne se blasonnent ainsi : Parti de sable à une crosse contournée d'or, et d’or à la divise de gueules accompagnée en chef d’une fougère de sinople et en pointe d’une corneille de sable becquée et membrée de gueules. La crosse abbatiale fait référence à sainte Céronne, première évangélisatrice du Perche. La corneille est un clin d’œil à Corneilhan. La feuille de Fougère est un emprunt au blason de la ville de Mortagne, soulignant la proximité de la capitale du Perche. |

## Politique et administration

### Tendances politiques et résultats
| Élections présidentielles, résultats des deuxièmes tours.                                                    | Élections présidentielles, résultats des deuxièmes tours. | Élections présidentielles, résultats des deuxièmes tours. | Élections présidentielles, résultats des deuxièmes tours. | Élections présidentielles, résultats des deuxièmes tours. | Élections présidentielles, résultats des deuxièmes tours. | Élections présidentielles, résultats des deuxièmes tours. | Élections présidentielles, résultats des deuxièmes tours. |
| Année | Élu                                                       | Élu                                                       | Élu                                                       | Battu                                                     | Battu                                                     | Battu                                                     | Participation                                             |
| --- | --------------------------------------------------------- | --------------------------------------------------------- | --------------------------------------------------------- | --------------------------------------------------------- | --------------------------------------------------------- | --------------------------------------------------------- | --------------------------------------------------------- |
| 2002 | 74.56 %                                                   | Jacques Chirac                                            | RPR                                                       | 25.44 %                                                   | Jean-Marie Le Pen                                         | FN                                                        | 87.63 %                                                   |
| 2007 | 73.26 %                                                   | Nicolas Sarkozy                                           | UMP                                                       | 26.74 %                                                   | Ségolène Royal                                            | PS                                                        | 88.37 %                                                   |
| 2012 | 34.68 %                                                   | François Hollande                                         | PS                                                        | 65.32 %                                                   | Nicolas Sarkozy                                           | UMP                                                       | 83.11 %                                                   |
| 2017 | 55.70 %                                                   | Emmanuel Macron                                           | EM                                                        | 44.30 %                                                   | Marine Le Pen                                             | FN                                                        | 82.94 %                                                   |
| 2022 | 50.62 %                                                   | Emmanuel Macron                                           | LREM                                                      | 49.38 %                                                   | Marine Le Pen                                             | RN                                                        | 82.08 %                                                   |
| Élections législatives, résultats des deux meilleurs scores du dernier tour de scrutin.                      |                                                           |                                                           |                                                           |                                                           |                                                           |                                                           |                                                           |
| Année | Élu                                                       | Élu                                                       | Élu                                                       | Battu                                                     | Battu                                                     | Battu                                                     | Participation                                             |
| Sainte-Céronne-lès-Mortagne est répartie sur plusieurs circonscriptions, cf. les résultats des .             |                                                           |                                                           |                                                           |                                                           |                                                           |                                                           |                                                           |
| Avant 2010, Sainte-Céronne-lès-Mortagne est répartie sur plusieurs circonscriptions, cf. les résultats des . |                                                           |                                                           |                                                           |                                                           |                                                           |                                                           |                                                           |
| 2002 | 63.91 %                                                   | Jean-Claude Lenoir                                        | UMP                                                       | 13.53 %                                                   | Claude Guitton                                            | FN                                                        | 70.10 %                                                   |
| 2007 | 68.57 %                                                   | Jean-Claude Lenoir                                        | UMP                                                       | 10.71 %                                                   | Anne-Marie Moretti                                        | PS                                                        | 66.05 %                                                   |
| Après 2010, Sainte-Céronne-lès-Mortagne est répartie sur plusieurs circonscriptions, cf. les résultats de .  |                                                           |                                                           |                                                           |                                                           |                                                           |                                                           |                                                           |
| 2012 | 67.42 %                                                   | Véronique Louwagie                                        | UMP                                                       | 32.58 %                                                   | Souad El Manaa                                            | PS                                                        | 63.01 %                                                   |
| 2017 | 54.00 %                                                   | Véronique Louwagie                                        | LR                                                        | 46.00 %                                                   | Ophélie Lerouge                                           | REM                                                       | 50.24 %                                                   |
| 2022 | 54.00 %                                                   | Véronique Louwagie                                        | LR                                                        | 46.00 %                                                   | Alexandre Morel                                           | RN                                                        | 47.66 %                                                   |
| 2024 | %                                                         |                                                           |                                                           | %                                                         |                                                           |                                                           | %                                                         |
| Élections européennes, résultats des deux meilleurs scores.                                                  |                                                           |                                                           |                                                           |                                                           |                                                           |                                                           |                                                           |
| Année | Liste 1re                                                 | Liste 1re                                                 | Liste 1re                                                 | Liste 2e                                                  | Liste 2e                                                  | Liste 2e                                                  | Participation                                             |
| 2004 | 23.75 %                                                   | Tokia Saïfi                                               | UMP                                                       | 17.50 %                                                   | Yves Butel                                                | CPNT                                                      | 39.41 %                                                   |
| 2009 | 26.04 %                                                   | Dominique Riquet                                          | UMP                                                       | 25.00 %                                                   | Hélène Flautre                                            | EELV                                                      | 50.23 %                                                   |
| 2014 | 29.47 %                                                   | Marine Le Pen                                             | FN                                                        | 24.21 %                                                   | Jérôme Lavrilleux                                         | UMP                                                       | 45.75 %                                                   |
| 2019 | 25.93 %                                                   | Nathalie Loiseau                                          | LREM                                                      | 22.22 %                                                   | Jordan Bardella                                           | FN                                                        | 53.81 %                                                   |
| 2024 | %                                                         |                                                           |                                                           | %                                                         |                                                           |                                                           | %                                                         |
| Élections régionales, résultats des deux meilleurs scores.                                                   |                                                           |                                                           |                                                           |                                                           |                                                           |                                                           |                                                           |
| Année | Liste 1re                                                 | Liste 1re                                                 | Liste 1re                                                 | Liste 2e                                                  | Liste 2e                                                  | Liste 2e                                                  | Participation                                             |
| 2004 | 54.69 %                                                   | René Garrec                                               | UMP                                                       | 25.78 %                                                   | Philippe Duron                                            | PS                                                        | 64.68 %                                                   |
| 2010 | 51.79 %                                                   | Jean-François Legrand                                     | UMP                                                       | 48.21 %                                                   | Laurent Beauvais                                          | PS                                                        | 54.72 %                                                   |
| 2015 | 37.21 %                                                   | Hervé Morin                                               | UDI                                                       | 33.23 %                                                   | Nicolas Mayer-Rossignol                                   | PS                                                        | 60.77 %                                                   |
| 2021 | 47.69 %                                                   | Hervé Morin                                               | NC                                                        | 30.77 %                                                   | Nicolas Bay                                               | RN                                                        | 31.28 %                                                   |
| Élections cantonales, résultats des deux meilleurs scores du dernier tour de scrutin.                        |                                                           |                                                           |                                                           |                                                           |                                                           |                                                           |                                                           |
| Année | Élu                                                       | Élu                                                       | Élu                                                       | Battu                                                     | Battu                                                     | Battu                                                     | Participation                                             |
| Sainte-Céronne-lès-Mortagne est répartie sur plusieurs cantons, cf. les résultats de ceux de .               |                                                           |                                                           |                                                           |                                                           |                                                           |                                                           |                                                           |
| 2001 | ? %                                                       | ?                                                         | ?                                                         | ? %                                                       | ?                                                         | ?                                                         | indisponible %                                            |
| 2004 | ? %                                                       | ?                                                         | ?                                                         | ? %                                                       | ?                                                         | ?                                                         | indisponible %                                            |
| 2008 | 79.73 %                                                   | Jean Lamy                                                 | DVD                                                       | 20.27 %                                                   | Lionel Stiefel                                            | FN                                                        | 75.46 %                                                   |
| 2011 | ? %                                                       | ?                                                         | ?                                                         | ? %                                                       | ?                                                         | ?                                                         | indisponible %                                            |
| Élections départementales, résultats des deux meilleurs scores du dernier tour de scrutin.                   |                                                           |                                                           |                                                           |                                                           |                                                           |                                                           |                                                           |
| Année | Élus                                                      | Élus                                                      | Élus                                                      | Battus                                                    | Battus                                                    | Battus                                                    | Participation                                             |
| Sainte-Céronne-lès-Mortagne est répartie sur plusieurs cantons, cf. les résultats de ceux de .               |                                                           |                                                           |                                                           |                                                           |                                                           |                                                           |                                                           |
| 2015 | 49.17 %                                                   | Jean Lamy Marie-Christine Besnard                         | DVD                                                       | 32.50 %                                                   | Raymond Herbreteau Marie-Laure Lallouet                   | FN                                                        | 58.22 %                                                   |
| 2021 | 54.84 %                                                   | Xavier Goutte Virginie Valtier                            | DVD                                                       | 45.16 %                                                   | Gaëlle Lauwarier Michel Lepoivre                          | RN                                                        | 31.28 %                                                   |
| Référendums.                                                                                                 |                                                           |                                                           |                                                           |                                                           |                                                           |                                                           |                                                           |
| Année | Oui (national)                                            | Oui (national)                                            | Oui (national)                                            | Non (national)                                            | Non (national)                                            | Non (national)                                            | Participation                                             |
| 1992 | 41.73 % (51,04 %)                                         | 41.73 % (51,04 %)                                         | 41.73 % (51,04 %)                                         | 58.27 % (48,96 %)                                         | 58.27 % (48,96 %)                                         | 58.27 % (48,96 %)                                         | 78.77 %                                                   |
| 2000 | ? % (73,21 %)                                             | ? % (73,21 %)                                             | ? % (73,21 %)                                             | ? % (26,79 %)                                             | ? % (26,79 %)                                             | ? % (26,79 %)                                             | indisponible %                                            |
| 2005 | 44.49 % (45,33 %)                                         | 44.49 % (45,33 %)                                         | 44.49 % (45,33 %)                                         | 55.51 % (54,67 %)                                         | 55.51 % (54,67 %)                                         | 55.51 % (54,67 %)                                         | 72.34 %                                                   |

| Période                                  | Période        | Identité                 | Étiquette | Qualité         |
| ---------------------------------------- | -------------- | ------------------------ | --------- | --------------- |
| janvier 1793                             | décembre 1796  | Jean-Joseph Freté        | SE        |                 |
| septembre 1800                           | septembre 1808 | Jacques-Antoine Lepoivre | SE        |                 |
| octobre 1808                             | décembre 1812  | Nicolas Repessé          | SE        |                 |
| janvier 1813                             | août 1815      | Louis Bonhomme           | SE        |                 |
| septembre 1815                           | février 1846   | Jean Frenelle            | SE        |                 |
| janvier 1847                             | décembre 1857  | Jean-Alexandre Arnoulin  | SE        | Propriétaire    |
| janvier 1858                             | avril 1868     | Michel Arnoulin          | SE        | Propriétaire    |
| octobre 1868                             | mai 1908       | François Molvaux         | SE        | Rentier         |
| mai 1908                                 | mai 1912       | Eugène Dangeureux        | SE        | Cultivateur     |
| mai 1912                                 |                | Eugène Hamard            | SE        | Cultivateur     |
|                                          | décembre 1971  | Raphaël Gautier          | SE        | Agriculteur     |
| décembre 1971                            | mars 2001      | André Bansard            | SE        | Menuisier       |
| mars 2001                                | février 2010   | Jean Gautier             | SE        | Retraité        |
| mars 2010                                | mai 2020       | Raymonde Lizot           | SE        | Retraitée       |
| mai 2020                                 | En cours       | Dominique Ragot          | SE        | Sans profession |
| Les données manquantes sont à compléter. |                |                          |           |                 |

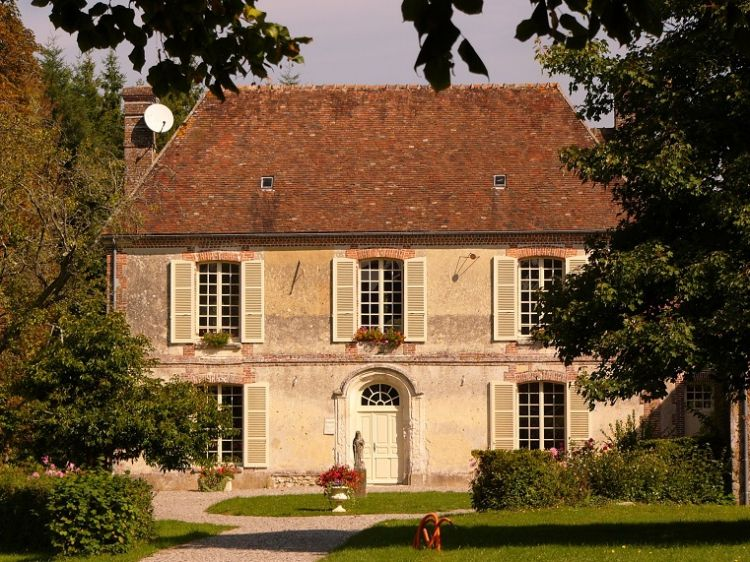
La mairie.

Le conseil municipal est composé de onze membres dont le maire et deux adjoints.

## Démographie
L'évolution du nombre d'habitants est connue à travers les recensements de la population effectués dans la commune depuis 1793. Pour les communes de moins de 10 000 habitants, une enquête de recensement portant sur toute la population est réalisée tous les cinq ans, les populations de référence des années intermédiaires étant quant à elles estimées par interpolation ou extrapolation. Pour la commune, le premier recensement exhaustif entrant dans le cadre du nouveau dispositif a été réalisé en 2008.
En 2022, la commune comptait 249 habitants, en évolution de −1,58 % par rapport à 2016 (Orne : −3,21 %, France hors Mayotte : +2,11 %).
Sainte-Céronne-lès-Mortagne a compté jusqu'à 714 habitants en 1836.
| 1793 | 1800 | 1806 | 1821 | 1836 | 1841 | 1846 | 1851 | 1856 |
| ---- | ---- | ---- | ---- | ---- | ---- | ---- | ---- | ---- |
| 708  | 645  | 710  | 697  | 714  | 695  | 709  | 701  | 651  |

| 1861 | 1866 | 1872 | 1876 | 1881 | 1886 | 1891 | 1896 | 1901 |
| ---- | ---- | ---- | ---- | ---- | ---- | ---- | ---- | ---- |
| 648  | 647  | 600  | 580  | 537  | 509  | 503  | 450  | 411  |

| 1906 | 1911 | 1921 | 1926 | 1931 | 1936 | 1946 | 1954 | 1962 |
| ---- | ---- | ---- | ---- | ---- | ---- | ---- | ---- | ---- |
| 431  | 431  | 349  | 332  | 333  | 339  | 350  | 343  | 305  |

| 1968 | 1975 | 1982 | 1990 | 1999 | 2006 | 2008 | 2013 | 2018 |
| ---- | ---- | ---- | ---- | ---- | ---- | ---- | ---- | ---- |
| 291  | 273  | 233  | 241  | 255  | 281  | 288  | 262  | 245  |

| 2022 | - | - | - | - | - | - | - | - |
| ---- | - | - | - | - | - | - | - | - |
| 249  | - | - | - | - | - | - | - | - |

## Économie
Selon l'Insee, au 31 décembre 2012, quatre Céronnais sur cinq en emploi exercent leur activité professionnelle hors de Sainte-Céronne. Sur le territoire de la commune, l'agriculture fournit près de la moitié des emplois, la construction un peu moins du quart.

## Enseignement
L'école communale Saint-Hilaire - Sainte-Céronne est située sur le territoire de Saint-Hilaire-le-Châtel. Elle accueille des enfants des deux communes des classes de maternelle et de primaire. Inaugurée en 2004, en remplacement de trois écoles vétustes existant auparavant, elle répond à la démarche haute qualité environnementale (HQE).

## Lieux et monuments

### Église Sainte-Céronne
L'église de Sainte-Céronne du XIIe siècle classée au titre des monuments historiques. Un ensemble maître-autel-tabernacle-retable des XVIIe et XVIIIe est classé au titre objet.
Elle a été bâtie sur le Mont-Romigny, à l’emplacement même de l’oratoire, où fut inhumée sainte Céronne. Ayant été conçue pour servir de châsse au tombeau de la sainte, elle n’est pas « orientée », ce qui lui vaut l’épithète irrévérencieuse de « Sainte-Céronne la mal tournée ». Elle fut le premier monastère de moniales du Perche. Le diocèse a choisi de nommer la paroisse tout entière « Sainte-Céronne-au-Perche ».
Elle est d’une structure très simple, construite sur le plan d'une basilique romaine : une nef unique terminée en abside ronde, éclairée de fenêtres. La muraille, où l’on retrouve au midi l’appareil de fougères, est surmontée d’une corniche à tore simple, épaulée de contreforts plus puissants qui ont été rajoutés au côté Nord pour assurer la solidité de l’église gravement compromise par le glissement des terres entraînées peu à peu dans le ravin profond creusé à quelques mètres de la muraille. La haute tour, étayée de contreforts romans sans ressauts, se termine par un toit en bâtière, percé de fenêtres-lucarnes ajoutées à la Renaissance. Le portail extérieur construit en grison et celui qui donne immédiatement entrée à l’église, sont décorés d’archivoltes originales avec rudentures, billettes et tous les motifs d’ornementation du XIIe siècle.
- L'église Sainte-Céronne

"L'église
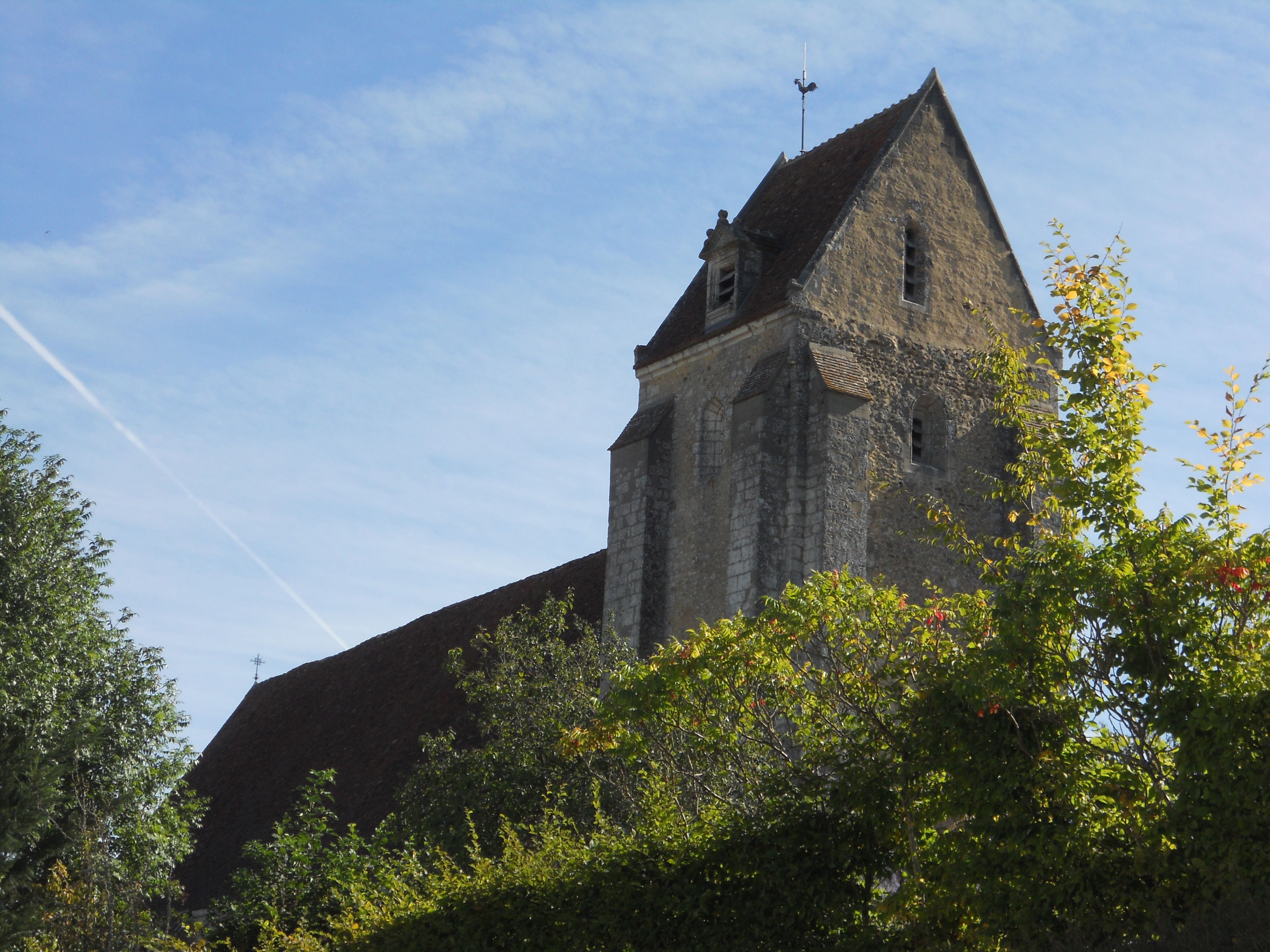
Vue du bourg.
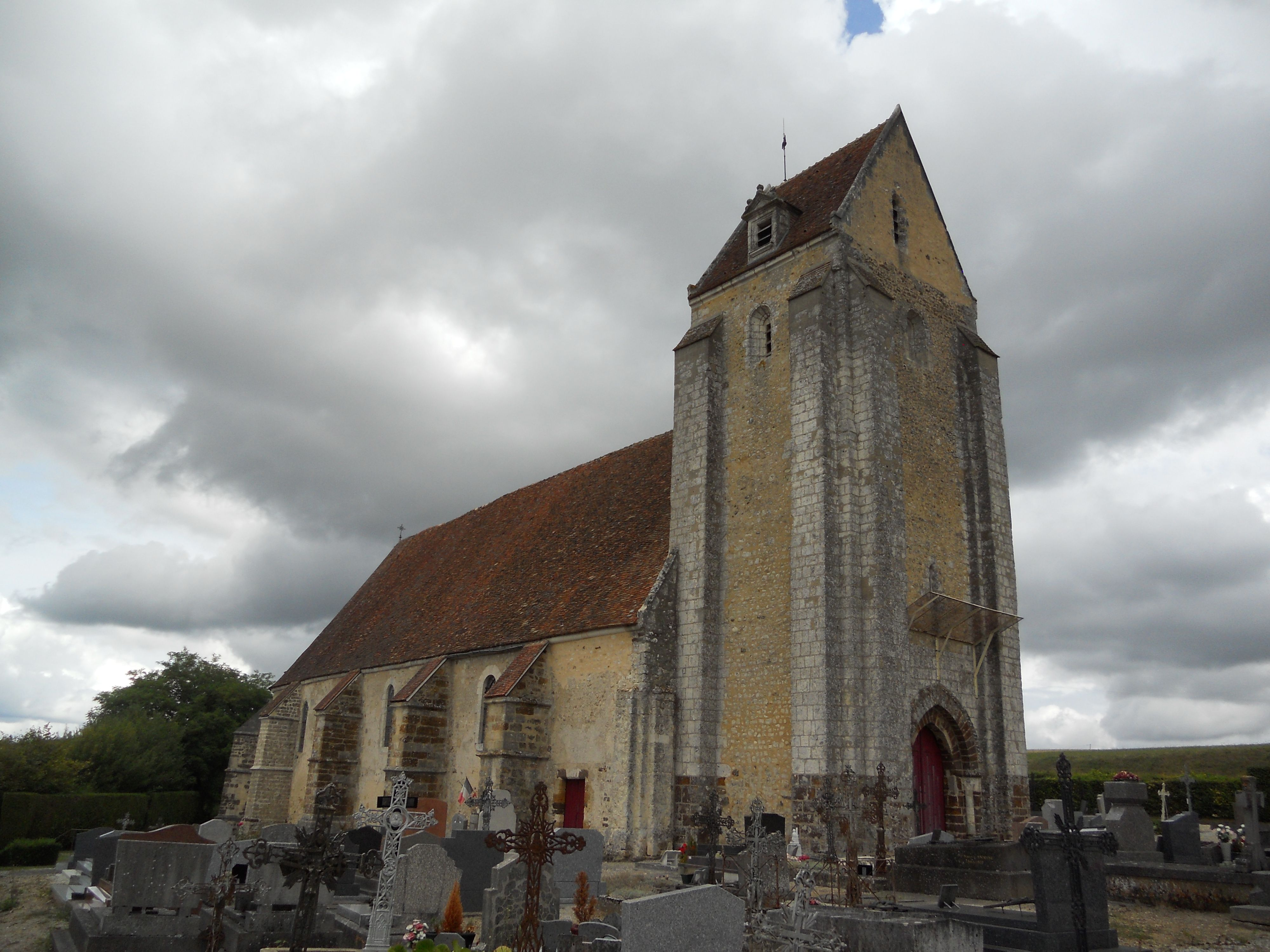
Vue du cimetière.
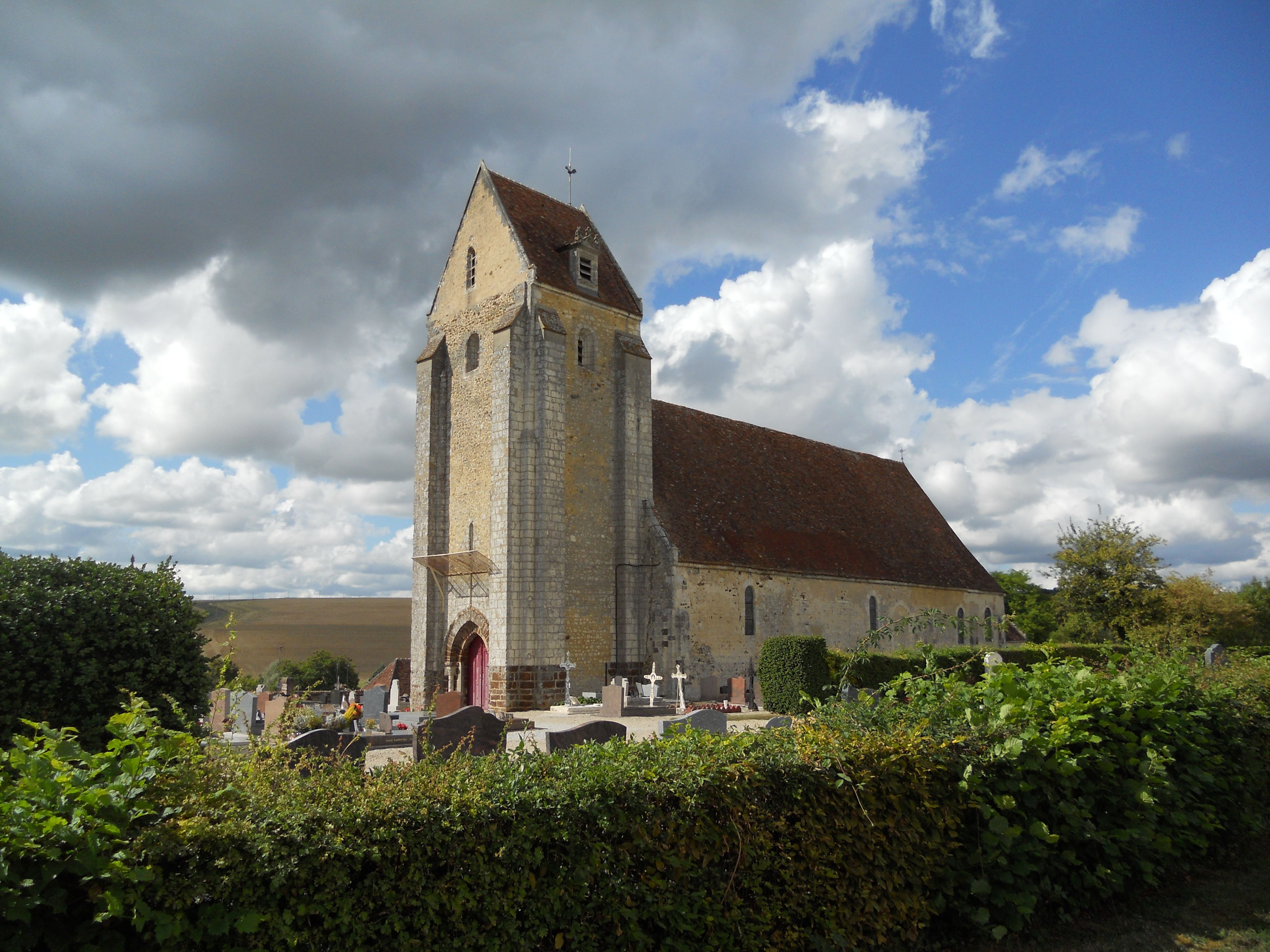
Vue du parking.

### Chapelle Saint-Marcel
Au milieu du Ve siècle, Céronne, vint de Corneilhan en Narbonnaise, se fixer sur les ruines du vaste domaine gallo-romain, pour y fonder autour de modestes oratoires, au pied du mont Cacune, une communauté et une chapelle dédiée à saint Marcel, pour lequel elle avait une dévotion spéciale.
L'actuelle chapelle bâtie dans le hameau de Saint-Marcel a été reconstruite au XIXe siècle sur l'emplacement de l'ancienne chapelle. Ses murs sont en moellons équarris, sa charpente à double pente. Pour sa construction, on a utilisé du calcaire, de la brique, du bois, de l’enduit à chaux et de l’ardoise.

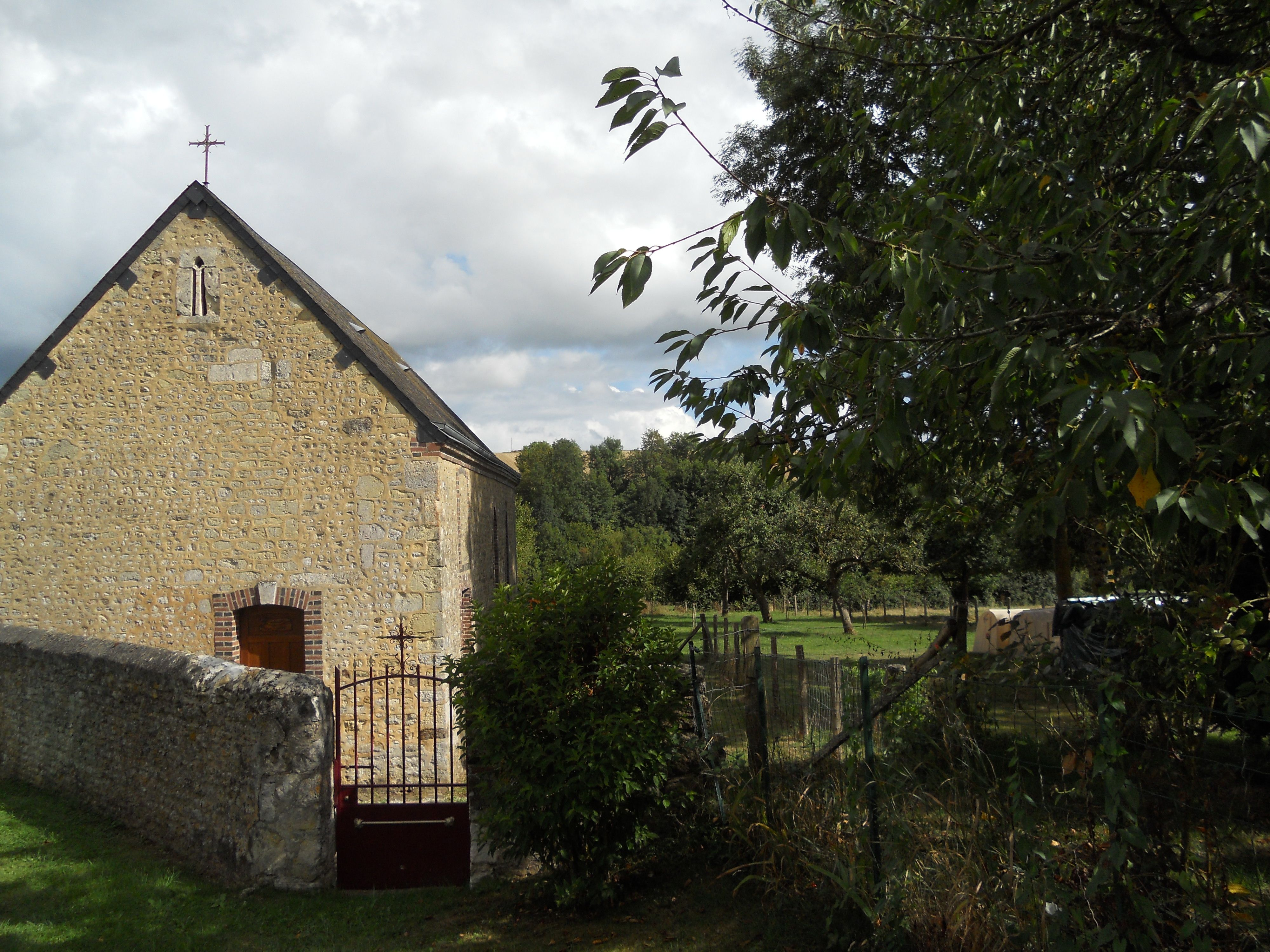
La chapelle dédiée à saint Marcel.

### Presbytère
Le presbytère du XVIIe siècle. Construit en 1635, il servit au XVIIIe siècle de résidence d'été aux évêques de Sées. En 2008, il devient la mairie de la commune. Ses murs sont en moellons équarris, sa charpente à croupe. Le calcaire, la brique, le bois, l’enduit à chaux et la tuile plate ont servi à sa construction.
On peut observer le dessin des briques en façade ainsi qu’un cadran solaire.

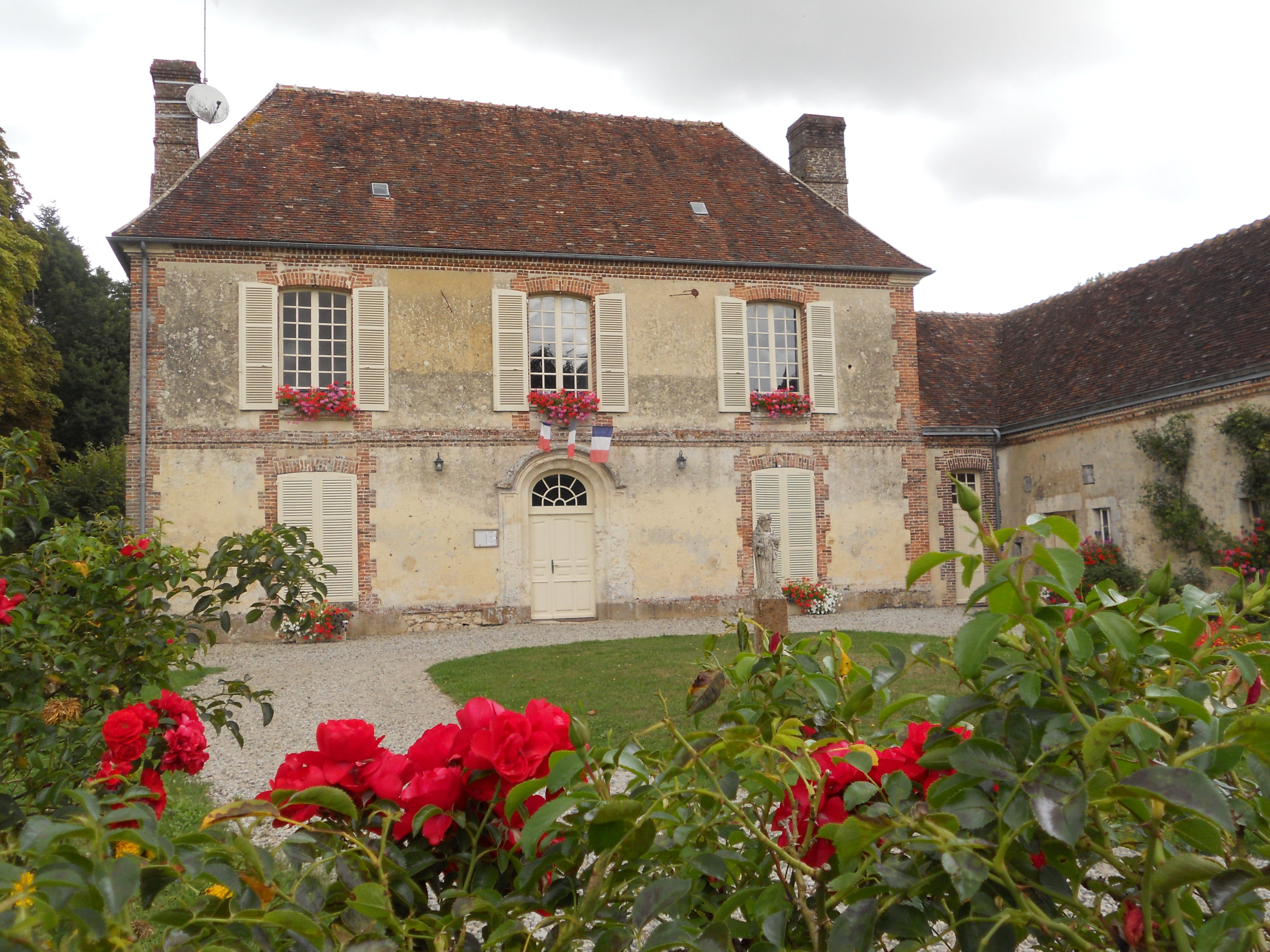
L'ancien presbytère devenu l'actuelle mairie.

### Plessis-Poix

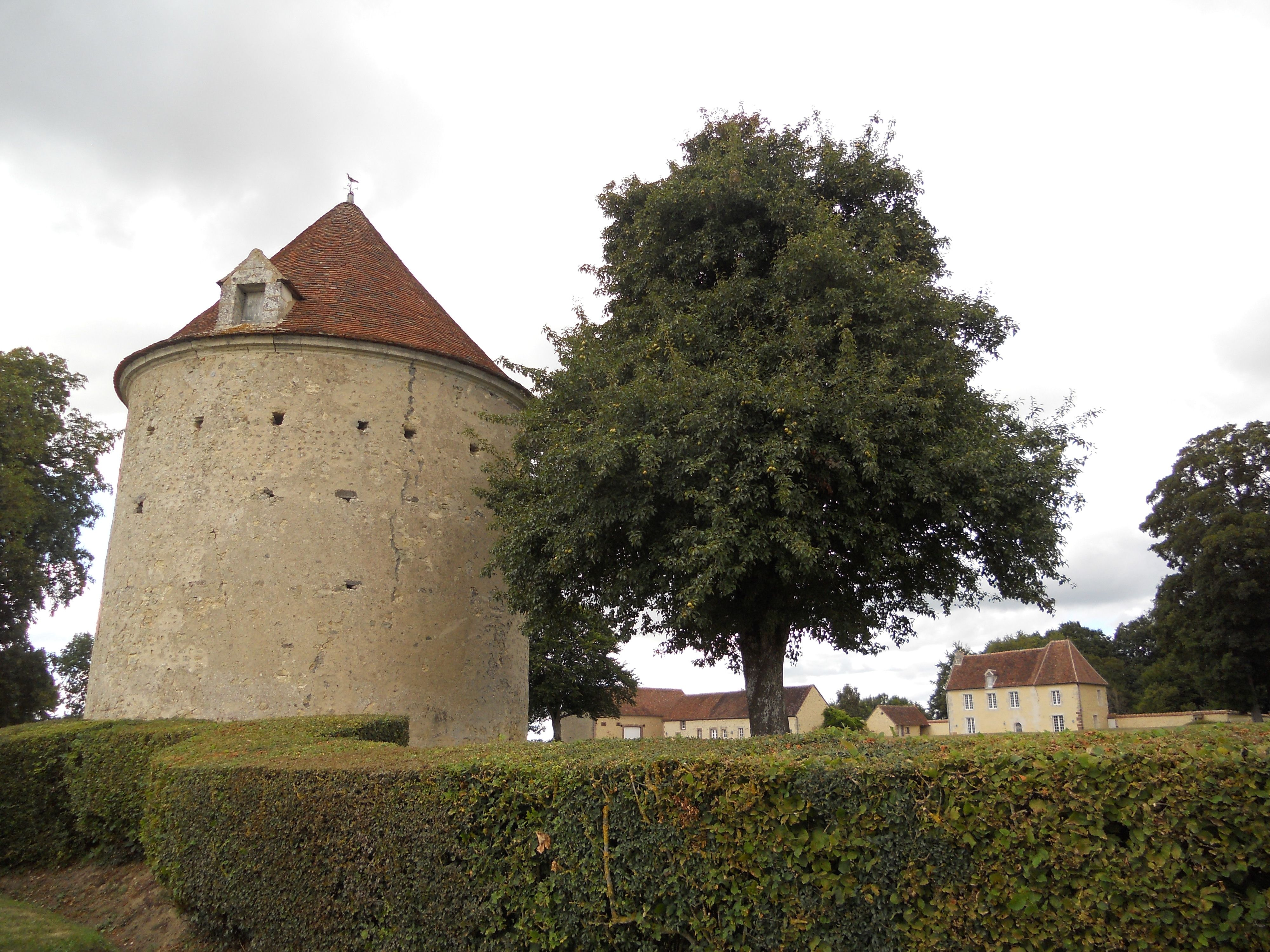
Le « pigeonnier » avec en arrière-plan le manoir.

Au lieu-dit le Plessis-Poix situé au sommet de la colline qui domine la commune de Sainte-Céronne, existait un domaine assez important (au vu du volume du pigeonnier et à la consultation du cadastre de 1804 mentionnant de nombreux bâtiments détruits depuis) dont le dernier propriétaire connu est la chartreuse du Valdieu.
De ce domaine démantelé à la Révolution, par la vente des biens nationaux, il ne subsiste aujourd’hui que quelques éléments : la chapelle, la maison d’habitation, la motte féodale et la tour dîmière.
- La motte féodale du Plessis-Poix située dans le parc du manoir est classée au titre des monuments historiques[66].
- Le manoir.

Auprès de la motte féodale où les chevaliers de Poix avaient installé au XIe siècle un petit château relevant de la baronnie de Soligny fut élevé à la place un petit manoir des XVe et XVIe siècles, remanié depuis, le Plessis de Poix que l’on peut toujours admirer. Une maison d’habitation a été construite en 1693 par la chartreuse du Valdieu pour y loger le chapelain. Celui-ci dépendait matériellement de la chartreuse mais était nommé par les abbés de Saint-Évroult.
- Les ruines de la chapelle Saint-Jean de Poix.

La chapelle Saint-Jean de Poix dont on ne connaît ni l’origine, ni l’histoire était en très mauvais état en 1750 car l’évêque de Séez l’a désaffectée à cette date. Il ne subsiste que les murs extérieurs (indiquant le volume du bâtiment) tels qu’en témoignent l’épaisseur des murs et les vestiges d’une fenêtre que l’on voit encore dans un grenier de la maison actuelle.
- La tour dîmière.

Le premier étage de cette fuie servait de grenier à dîme alors que sa toiture conique, ourlée d'une corniche moulurée en pierre blanche abritait un pigeonnier comportant environ quatre cents boulins accrochés à des pitons en bois. Les deux lucarnes tournées vers le soleil, s'ouvraient face aux cultures céréalières voisines et permettaient l'envol facile des pigeons.

### Fontaine de l'Orion
En souvenir de l’infirmité qui frappa la sainte aveugle au déclin de sa vie, nombre de personnes affligées d'un défaut de la vue se lavent les yeux à l’eau de la fontaine et réclament guérison ou soulagement à la sainte.
À sa restauration, en 1982, une statue de sainte Céronne, inspirée de celle de l’église, fut déposée et bénite le 18 juillet par le curé de Corneilhan.

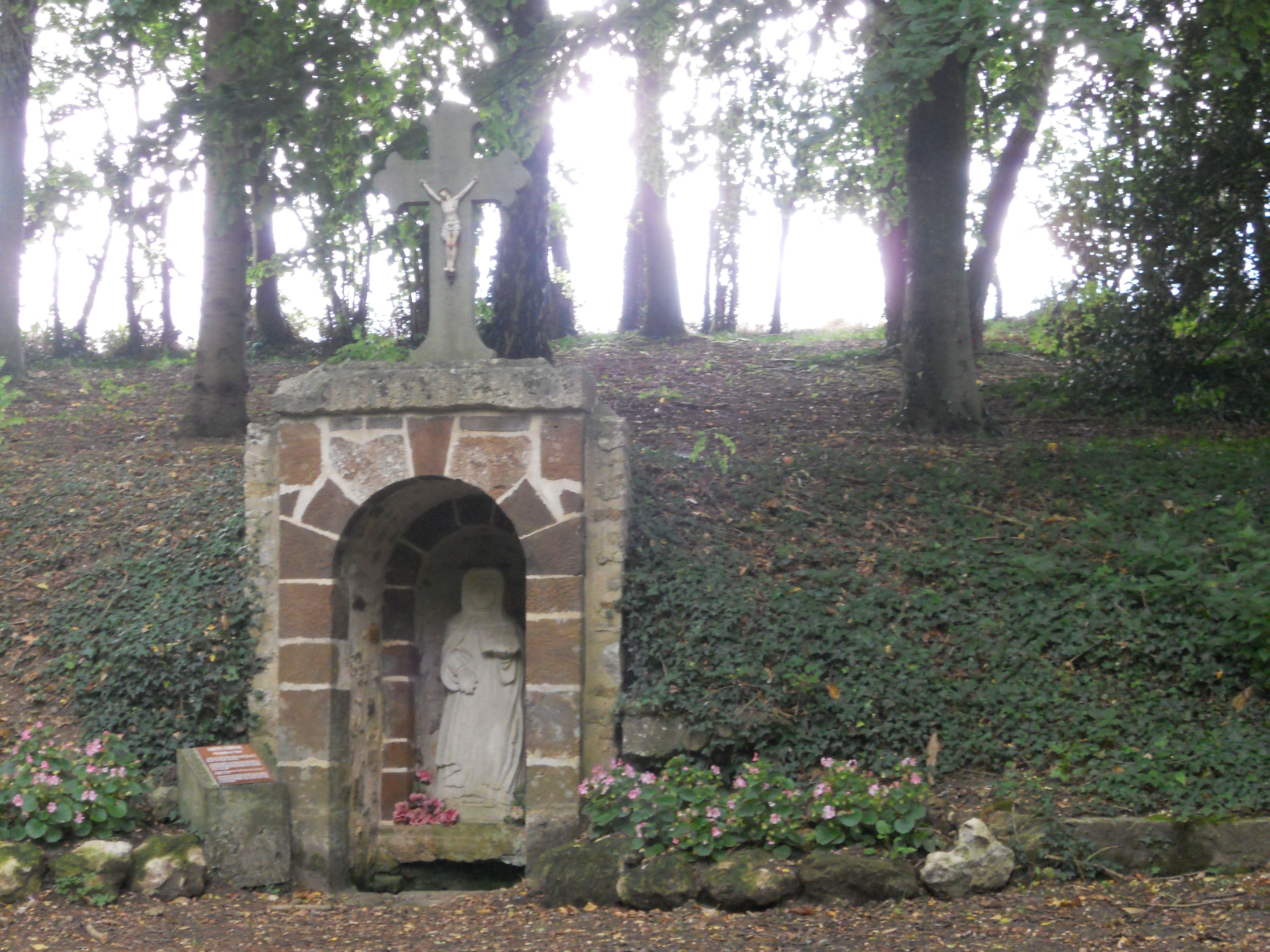
La fontaine de l'Orion.

### Fontaine de la Bonne Sainte Céronne
Creusée dans le terrain calcaire, la fontaine de la Bonne Sainte Céronne se situe au flanc d’un ravin assez profond, vis-à-vis du hameau de Saint-Marcel et au-dessous de l’emplacement de l’ancienne cité de Mont-Cacune.
Depuis des siècles, les pèlerins viennent quelquefois de fort loin à la fontaine de Mont-Cacune réputée guérir les états fiévreux, maladie qui paraît avoir causé la mort de sainte Céronne.

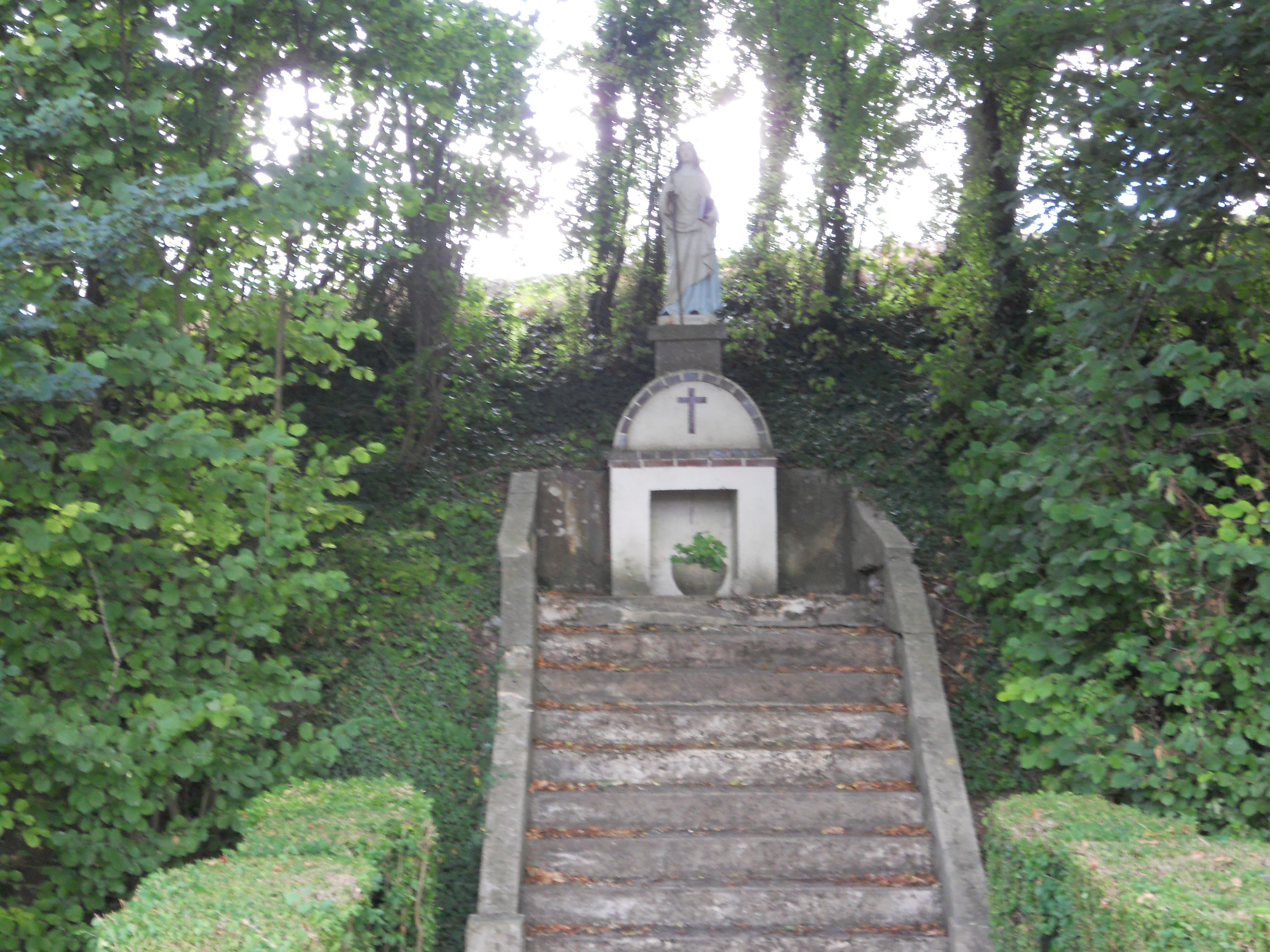
La fontaine de la Bonne Sainte Céronne.

### Lavoir communal
Le lavoir communal de Sainte-Céronne-lès-Mortagne daterait du XIXe ou XXe siècle. Il a été restauré en 1997. Sa structure était simple : socle en béton, ossature en bois et toiture en tuile de pays. La rénovation du lavoir à l'été 2022, ayant abouti à la suppression de la planche à laver, en contradiction avec les préconisations de l'Unité départementale de l'architecture et du patrimoine, provoqua l'indignation des habitants,.

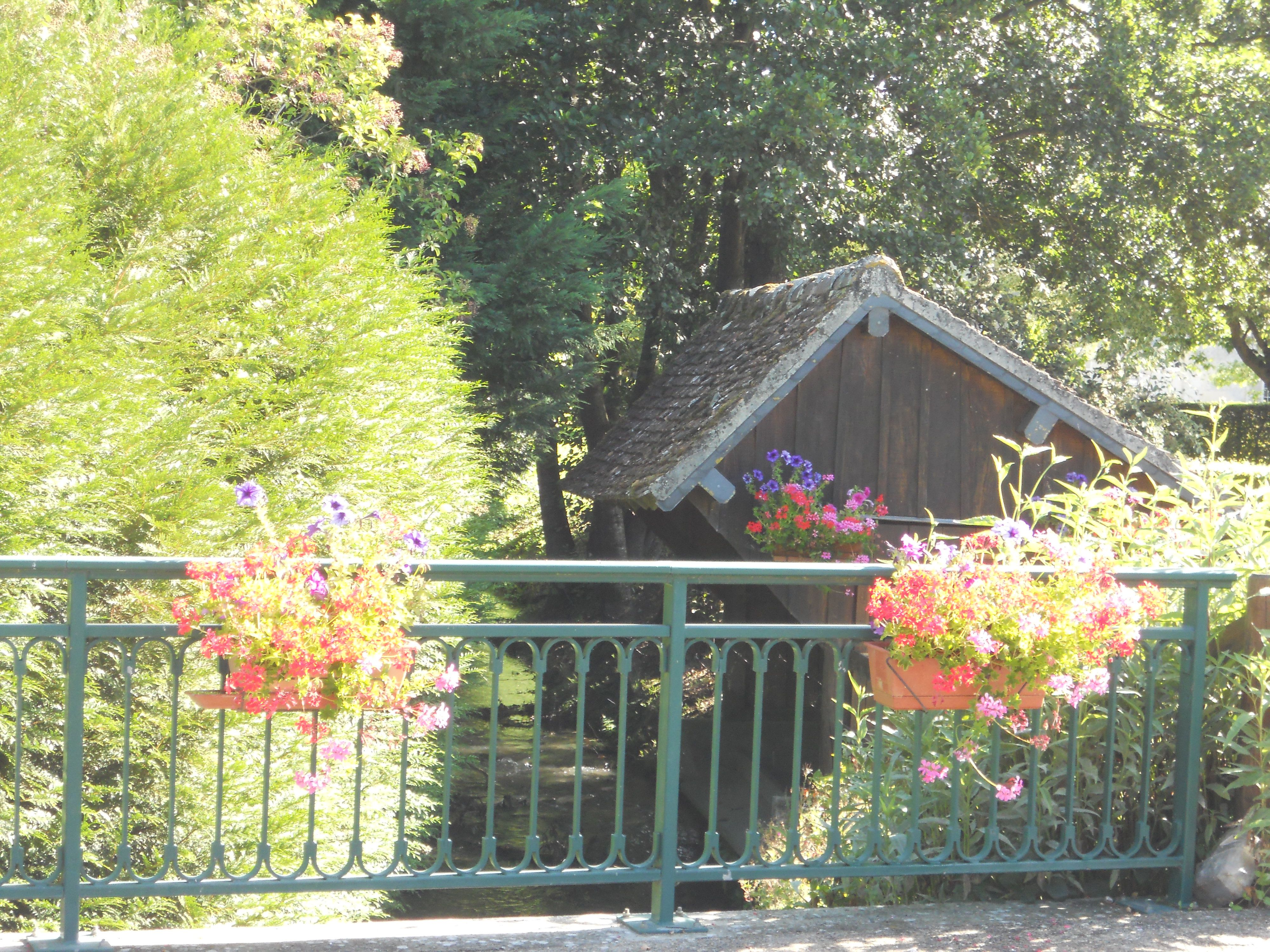
Le lavoir communal.

## Activité et manifestations
Depuis plus d'un siècle, la fête communale avait lieu chaque année le troisième dimanche du mois de juillet. Depuis quelques années, elle est organisée une année sur deux, en alternance avec la commune voisine de Saint-Hilaire-le-Châtel.

## Personnalités liées à la commune
- Sainte Céronne fonda une communauté religieuse à Sainte-Céronne.
- Benoît Labre se rendit en pèlerinage à Sainte-Céronne en 1769 après s'être vu refusé l'entrée de la Grande-Trappe de Soligny en raison de son trop jeune âge. Une statue du saint est présente dans l'église de Sainte-Céronne[71]..
- Nicolas Denisot, dit le Comte d'Alsinois, poète français de la Pléiade. Sa famille posséda le manoir du Plessis-Poix.

## Jumelage
Sainte-Céronne-lès-Mortagne est jumelée avec Corneilhan (Hérault) depuis 1898.